# Just Like Heaven
Just Like Heaven (bra: E Se Fosse Verdade; prt: Enquanto Estiveres Aí...) é um filme estadunidense do gênero comédia romântica lançado nos Estados Unidos e Canadá no dia 16 de setembro de 2005. Foi filmado em São Francisco e é estrelado por Reese Witherspoon, Mark Ruffalo e Jon Heder. É baseado no livro Et si c'était vrai de Marc Levy. A indústria indiana Bollywood lançou um filme intitulado I See You com uma história similar. Steven Spielberg adquiriu os direitos para fazer o filme do livro.

## Sinopse
Quando David (Mark Ruffalo) alugou seu fantástico apartamento em São Francisco, a última coisa que esperava, ou queria, era dividi-lo com alguém.
Ele só estava começando a arrumar sua nova casa quando uma jovem bonita e decididamente controladora, chamada Elizabeth (Reese Witherspoon), aparece de repente e insiste que o apartamento é dela.
David imagina que houve um enorme mal entendido… até Elizabeth desaparecer tão misteriosamente como surgiu.
Mudar a fechadura não detém Elizabeth, que começa a aparecer e desaparecer num passe de mágica, na maior parte do tempo para reprovar os hábitos de David dentro do apartamento dela.
Convencido de que é um fantasma, ele tenta ajudar Elizabeth a atravessar para o "outro lado". Mas apesar de Elizabeth descobrir que tem uma qualidade etérea, a de atravessar as paredes, ela também está convencida de que ainda está viva e de que não vai fazer "travessia" nenhuma.
Enquanto Elizabeth e David procuram a verdade sobre quem ela e como ela chegou à sua condição atual ambos acabam se apaixonando. Mas resta pouco tempo antes que seus planos para um futuro juntos desapareçam.

## Elenco
- Reese Witherspoon como Dra. Elizabeth Masterson
- Mark Ruffalo como David Abbot
- Ivana Miličević como Katrina
- Jon Heder como Darryl
- Donal Logue como Jack
- Dina Spybey como Abby Brody
- Rosalind Chao como Dr. Fran Lo
- Ben Shenkman como Dr. Brett Rushton
- Joel McKinnon Miller como Lead Ghostbuster
- Caroline Aaron como Grace
- Kerris Dorsey como Zoe Brody
- Alyssa Shafer como Lily Brody
- Willie Garson como Maitre D'

## Recepção
No agregador de resenhas Rotten Tomatoes, o filme tem uma aprovação de 55%, baseado em 151 comentários críticos.De acordo com o site, o consenso crítico do filme diz: "Deliciosamente doce como um pirulito, Just Like Heaven é uma comédia romântica onírica que pode causar dor de dente quando tenta abordar questões difíceis do fim da vida jogando uma cereja em cima".
No Metacritic, que atribui uma média aritmética ponderada com base em 100 comentários de críticos mainstream, o filme recebe uma pontuação média de 47 pontos com base em 31 avaliações críticas recebendo "avaliações mistas ou médias".
O filme foi ofuscado pelo outro trabalho de Reese Witherspoon e quase simultaneamente lançado Walk the Line, pelo qual ganhou um Oscar.
A atuação de Jon Heder ajudou a desmascarar uma lenda urbana que o ator tinha morrido pouco depois de filmar Napoleon Dynamite.

## Trilha sonora
O título deste filme é também o de uma canção popular de 1987, "Just Like Heaven", de The Cure. Cantora Katie Melua gravou uma versão cover da canção para a trilha sonora do filme. A versão de Melua é jogado sobre os títulos de abertura. A versão original de The Cure, assim como o restante da versão de Melua, são jogados nos créditos finais.
| N.º | Título                                       | Compositor                                                                    | Artista               | Produtor                     | Cortesia (TM/C)                                                                                                   | Licença                        |
| --- | -------------------------------------------- | ----------------------------------------------------------------------------- | --------------------- | ---------------------------- | --- | ------------------------------ |
| 01  | "Just Like Heaven"                           | Robert Smith, Boris Williams, Simon Gallup, Porl Thompson e Laurence Tolhurst | Katie Melua           | Ralph Sall e Mike Batt       | Dramatico Records                                                                                                 |                                |
| 02  | "Lust for Life"                              | David Bowie e Iggy Pop                                                        | Kay Hanley            | Ralph Sall                   | |                                |
| 03  | Strange Invitation"                          | Beck                                                                          | Beck                  |                              | Geffen Records | Universal Music Enterprises    |
| 04  | "Good Times Roll"                            | Ric Ocasek                                                                    | The Cars              |                              | Elektra Entertainment Group                                                                                       | Warner Music Group (Film & TV) |
| 05  | "I Put a Spell on You"                       | Jay Hawkins                                                                   | Screamin' Jay Hawkins |                              | Epic Records | Sony/BMG Music Entertainment   |
| 06  | "Just My Imagination (Running Away with Me)" | Barrett Strong e Norman J. Whitfield                                          | Pete Yorn             | Ralph Sall                   | Columbia Records (Pete Yorn appearance)                                                                           |                                |
| 07  | "Bad Faith" "Fuji Dawn"                      | Andrew Dorfman                                                                |                       |                              | Megathor Music |                                |
| 08  | "Tomorrow" (from the Broadway musical Annie) | Martin Charnin e Charles Strouse                                              | Reese Witherspoon     |                              | |                                |
| 09  | "Ghostbusters"                               | Ray Parker Jr.                                                                | Bowling for Soup      | Ralph Sall and Jaret Reddick | Jive Records (Bowling For Soup appearance)                                                                        |                                |
| 10  | "Big Brown Eyes"                             | Ron Hacker                                                                    | Ron Hacker            |                              | |                                |
| 11  | "Moonbeam Lullabye"                          | Daniel May                                                                    | Daniel May            |                              | Marc Ferrari/Matersource                                                                                          |                                |
| 12  | "Jungle Fever"                               | Bill Ador                                                                     | The Chakachas         |                              | Universal Music S.A. (Belgium)                                                                                    | Universal Music Enterprises    |
| 13  | "Brass in Pocket"                            | Chrissie Hynde & James Honeyman-Scott                                         | Kelis                 | Ralph Sall                   | LaFace Records/ The Zomba Label Group (Kelis appearance)                                                          |                                |
| 14  | "Swim with Me"                               | Murray Cook, Jeff Fatt, Anthony Field, Greg Page e Paul Paddick               | The Wiggles           |                              | The Wiggles Production PTY Limited                                                                                |                                |
| 15  | "Bad Case of Lovin' You"                     | John Martin                                                                   | Emerson Hart          | Ralph Sall                   | |                                |
| 16  | "Spooky"                                     | Buddy Buie, James Cobb, Harry Middlebrooks, and Mike Shapiro                  | Imogen Heap           | Ralph Sall and Imogen Heap   | Megaphone Records (Imogen Heap appearance)                                                                        | Zync Music Inc.                |
| 17  | "Colors"                                     | Amos Lee                                                                      | Amos Lee              |                              | Blue Note Records                                                                                                 | EMI Film and Television Music  |
| 18  | "Just Like Heaven"                           |                                                                               | The Cure              |                              | Elektra Entertainment Group Warner Music Group Film & TV Licensing & Fiction Records Limited/ Polydor Ltd. (U.K.) | Universal Music Enterprises    |